# 西県
西県（にしけん、ハイチ語: Lwès, ルウェス）はハイチ南東部の県 (Depatman)。県庁所在地はポルトープランス。人口は約402万人 (2015年）で、ハイチの総人口の約3割が集中する。名称は「西」だが地理的には「南東」に位置している。ゴナーブ湾沖合のゴナーブ島やハイチの最高峰ラ・セル山を含んでいる。

## 隣接する県
北東に中央県、北西にアルティボニット県、南に南東県、西にニップ県、東にドミニカ共和国のインデペンデンシア州、ペデルナレス州と接する。

## 下位行政区画
ポトプランス郡、レヨガーヌ郡、クワデブーケ郡、ラカイエ郡、ラゴナーヴ郡の5つの郡 (awondisman) が置かれている。